# Leptocentrus rufotibialis
Leptocentrus rufotibialis är en insektsart som beskrevs av Capener 1968. Leptocentrus rufotibialis ingår i släktet Leptocentrus och familjen hornstritar. Inga underarter finns listade i Catalogue of Life.